# Carlos Agostinho do Rosário
Carlos Agostinho do Rosário (* 26. října 1954 Maxixe) je mosambický politik, který je předsedou vlády Mosambiku od 17. ledna 2015. Je členem FRELIMO a působí pod prezidentem Filipe Nyusi. V 70. letech pracoval jako státní zaměstnanec a v letech 1987 až 1994 byl guvernérem provincie Zambie. Později působil krátce jako poslanec v roce 1994, než se stal ministrem zemědělství a rybolovu, na jehož funkci působil až do roku 1999. Poté se stal diplomat v Asii; před svým jmenováním předsedou vlády Rosario působil jako velvyslanec v Indonésii.